# Mouvement anti-OGM

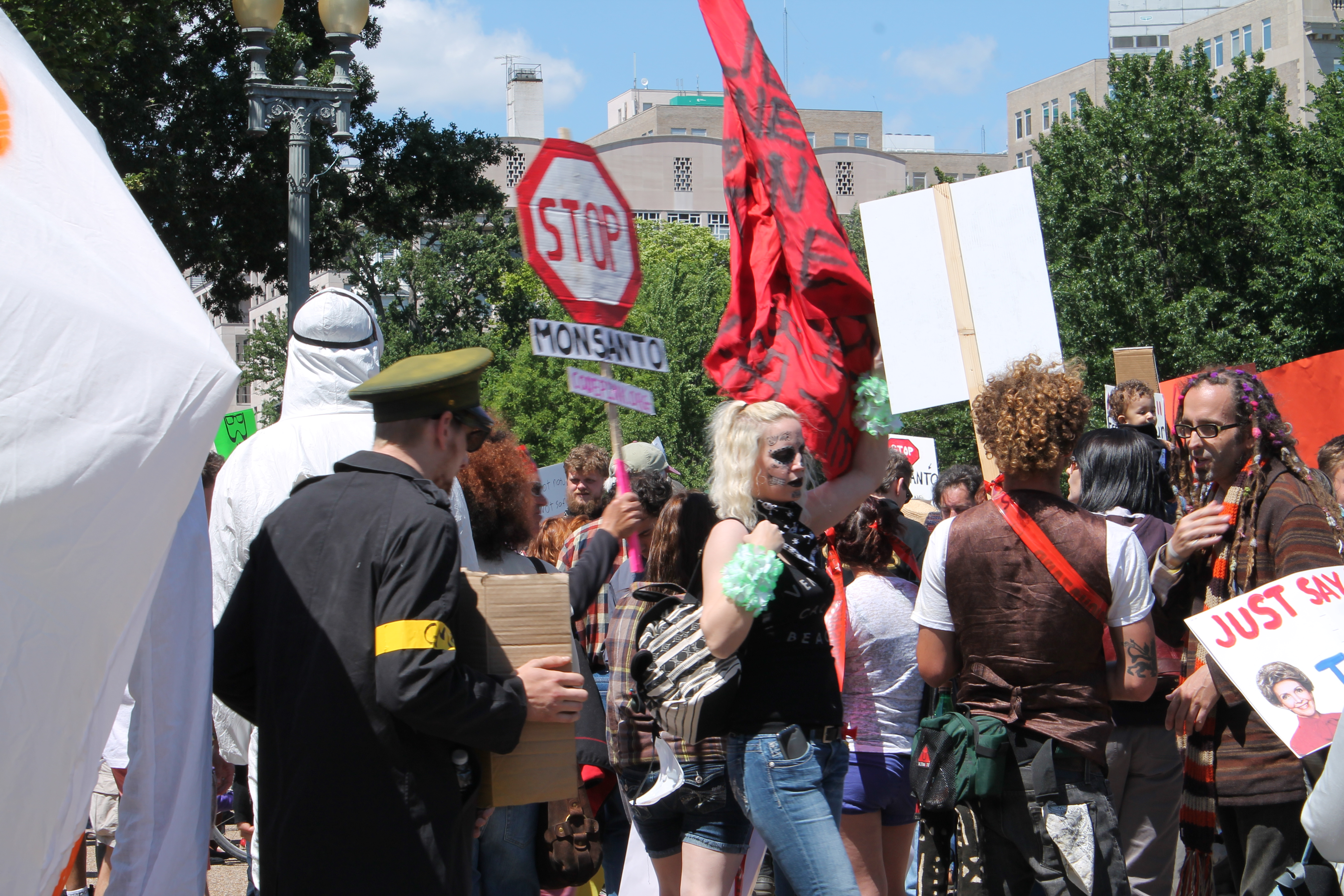
Manifestations anti-OGM, à Washington, en mai 2013.

Le mouvement anti-OGM désigne l'ensemble des actions légales (campagnes de sensibilisation...) ou illégales (destructions ou « fauchage » de plantations...) qui s'oppose au développement des organismes génétiquement modifiés (OGM) et à leur promotion par une partie de l'industrie agro-alimentaire, notamment Monsanto, entreprise spécialisée dans les biotechnologies végétales, qu'il accuse de vouloir détruire la petite et moyenne agriculture.
Les partisans de ce mouvement estiment que les OGM présentent des risques, tant sur le plan éthique et moral (« brevetage du vivant »...), sanitaires (impact sur la santé humaine), qu'environnementaux (atteinte à la biodiversité et aux écosystèmes) et économiques (perte de valeurs des cultures de l'agriculture biologique en cas de dissémination trop grande, perte de la souveraineté alimentaire). Les militants de ce mouvement s'inscrivent principalement dans la mouvance altermondialiste. Certains rejettent toute culture en plein champ et toute consommation d'OGM, d'autres demandent des études à long terme et plus de transparence.
Les militants anti-OGM développent leurs critiques sur plusieurs axes. Les OGM sont considérés comme étant contrôlés uniquement par des grands groupes industriels comme Monsanto ou Bayer Cropscience. Ces groupes soumis à la pression des marchés sont suspectés de faire passer la rentabilité économique avant l'intérêt des populations. Les risques supposés de dissémination génétique, d'allergies, de résistance aux antibiotiques, d'élévation de la teneur en pesticides des aliments sont considérés comme devant entraîner un abandon des OGM. L'évaluation scientifique des risques est considérée comme lacunaire et insuffisante. Les brevets sur le vivant et l'utilisation de plantes stériles conduisant les agriculteurs à racheter des graines sont aussi critiqués. L'argument selon lequel les OGM pourraient aider à résoudre la faim dans le monde est rejeté. En effet pour les anti-OGM, ce sont les problèmes économiques et politiques qui sont les principales causes de famine.
La communauté scientifique considère généralement que les dangers des OGM n'ont pas été démontrés,. Des études scientifiques sont réalisées pour étudier la possible toxicité de certains OGM, cependant les résultats de ces études sont variables, suggérant que les OGM commercialisés ne présentent pas de risque pour la santé humaine ou qu'au contraire certains OGM comme le maïs MON863 peuvent avoir des effets toxiques. Toutefois certains scientifiques dénoncent les dangers potentiels de la contamination génétique et réprouvent la diffusion des OGM,.
Une large majorité de la population européenne et japonaise est méfiante à l'égard des OGM, alors que les Américains sont globalement favorables aux OGM.
Ce mouvement, s'il a pu limiter le développement des cultures OGM dans certains pays européens, se heurte au fait que dans d'autres zones du monde où les partisans anti-OGM ont moins d'influence, la culture en plein champ n'a pas été interdite ni fortement limitée et la part des OGM dans la production s'accroît progressivement. En 2005, selon l'ISAAA, 8,5 millions d’agriculteurs utilisaient des OGM, dont 90 % dans des pays en développement.

## Contexte et acteurs en présence

### Contexte

#### Au niveau international

##### Chronologie
- 1993 : Création du réseau de La Via Campesina, mouvement international qui coordonne des organisations de petits et moyens paysans. Le mouvement inscrit comme l'un de ses axes de travail prioritaire : « la biodiversité et la lutte contre les OGM »[12].
- 1996 : Présentation par La Via Campesina au sommet du FAO du concept de souveraineté alimentaire[13].
- 1996 : Dans une optique écologique, Greenpeace lance une campagne internationale contre la commercialisation d'OGM dans le domaine de l'alimentation et leur dissémination dans l'environnement[14].
- 1999 : À l'initiative du KRRS, le plus gros syndicat de paysans en Inde (10 millions d'adhérents), la Caravane intercontinentale regroupant 500 paysans venus d'Inde et rejoint par d'autres venus d'Argentine, du Brésil, de Colombie, Kenya, Bangladesh, Népal, Ukraine, Chili viennent manifester devant les grands centres de pouvoir : sièges de multinationales, d'institutions financières, d'organismes de politiques internationales (Bruxelles et Genève) [réf. nécessaire]. Leur objectif est de faire connaitre ce qu'ils jugent être les conséquences concrètes des politiques mondiales (en particulier l'offensive en faveur du libre-échange et la mondialisation) et de dénoncer, entre autres choses, l'agrobusiness, les biotechnologies, le brevetage du vivant[15].
- 2000 : Vandana Shiva, récipiendaire du prix Nobel alternatif 1993, épistémologue, écologiste, écrivain, docteur ès sciences et féministe indienne, dirigeante de la « Fondation de recherche pour la science, les technologies et les ressources naturelles » (Research Foundation for Science, Technology and Natural Resource Policy) et fondatrice de l'association « Navdanya » (association pour la conservation de la biodiversité et la protection des droits des fermiers) organise le tribunal des semences de Bangalore où se réunissent une vingtaine d'associations de paysans indiens et des militants anti-mondialisation.
- 2001 : À l'occasion du premier Forum social mondial de Porto Alegre, Via Campesina lance un appel international à l’union pour lutter contre les organismes génétiquement modifiés (OGM) et en faveur des semences paysannes. À la clôture du forum, selon ATTAC, 184 organisations environ s'engagent à soutenir la lutte de la Vía Campesina à travers le monde et à organiser des actions pour l’arrêt de l’importation et de l’utilisation des OGM[16].
- juin 2003 : Initié en 2000 par les Européens et soutenu par les pays en voie de développement, le protocole de Carthagène constitue le premier outil juridique spécifique aux OGM sur la scène internationale. Ratifié par 103 États (mais pas par les États-Unis), il peut entrer en vigueur.

##### Acteurs
En 2007, La Via Campesina regroupe plus d'une centaine d'organisations basées dans 56 pays. La Coordination Paysanne Européenne fait partie de celles-ci en tant que membre fondateur. En France, elle est présente via les syndicats agricoles minoritaires de la Confédération paysanne et le Mouvement de défense des exploitants familiaux.
La lutte pour la propriété et le contrôle des semences est présentée comme une des préoccupations majeures de ces organisations. Elles parlent d'un risque que les biotechnologies et en tout première place la technologie des OGM feraient peser sur les semences : associés à de nouveaux droits internationaux de propriété intellectuelle (brevetabilité du vivant, ADPIC), l'appropriation et le contrôle par quelques firmes du tout premier maillon de la chaîne alimentaire. Elles se mobilisent autour du concept politique de souveraineté alimentaire.
En 2006, un sondage réalisé par l’institut CSA pour Greenpeace illustre que si une large majorité des Français (86 %), ainsi que d'autres habitants de pays européens souhaitent leur interdiction, et que 82 % des Japonais les qualifient de « non désirables », les Américains et Canadiens se montrent globalement favorables aux OGM.

#### Plus particulièrement en Europe

##### Chronologie
- 1993 : en France, la Commission du génie biomoléculaire (CGB) est créée en 1993, et elle peut être consultée par toute personne intéressée, publique ou privée.
- Juin 1996 : lors du Conseil de l'environnement de la Communauté européenne, 13 des 15 États membres déclarent être opposés à l'approbation par le marché économique du maïs génétiquement modifié Novartis.
- Février 1997 : après que la Commission européenne et la France ont autorisé la commercialisation du maïs génétiquement modifié Novartis, l'Autriche et le Luxembourg appliquent immédiatement l'article 16 de la directive 90/220/EEC émanant de la législation européenne, afin d'interdire la vente de ce maïs sur leur territoire. La France interdit la culture commerciale du maïs Novartis, suivie un mois plus tard par l'Italie. Puis le Parlement européen demande à la Commission européenne de suspendre la décision du marché d'autoriser le maïs Novartis.
- Novembre 1997 : La France annonce un moratoire sur le développement commercial de toutes les cultures génétiquement modifiées à l'exception du maïs Novartis.
- Mars 1998 : un sondage montre que 62,6 % des Français souhaitent que le gouvernement retire à Novartis l'autorisation de cultiver du maïs génétiquement modifié[réf. nécessaire].
- Juillet 1998 : Le gouvernement français déclare un moratoire sur les cultures génétiquement modifiées ayant des « parentés sauvages » en Europe (betterave et colza).
- Septembre 1998 : l'association English Nature demande un moratoire sur la commercialisation d'OGM contenant des gènes résistants aux herbicides. Le Conseil d'État suspend l'autorisation de cultiver le maïs Novartis en France jusqu'à ce qu'un verdict final soit énoncé en décembre. À la suite de ce jugement, le gouvernement français décide que toute la récolte du maïs Novartis doit être isolée et stockée séparément jusqu'à ce que le Conseil d'état ait émis son verdict final. Toutes les chaînes de supermarché les plus importantes d'Autriche déclarent qu'elles ne veulent pas vendre de produits génétiquement modifiés et les enlèvent de leurs rayons.
- Octobre 1998 : Le gouvernement grec décide d'appliquer l'article 16 de la directive 90/220/EEC et interdit l'importation de graines de colza génétiquement modifiées[20].
- Bien que la culture de maïs transgénique soit autorisée en France jusqu’au 21 mars 2000, les producteurs ont décidé de ne pas en planter pour respecter le choix de leurs clients et des consommateurs. Les magistrats européens de Luxembourg concluent que la France a l’obligation d’autoriser la culture d’OGM sur son territoire sauf si elle peut apporter des informations prouvant que l’aliment présente un risque pour la santé humaine ou pour l’environnement. Ils étendent la durée de l’autorisation de culture à 10 ans, alors que l’arrêté initial la limitait à 3 ans. Le Conseil d’État s’incline devant le droit communautaire. Le 14 décembre, à Montpellier, Greenpeace et plusieurs centaines de personnes, avec José Bové, manifestent contre les OGM à l’occasion de la conférence de l’ONU qui leur est consacrée.
- Novembre 2003 : 10 régions européennes situées dans 7 pays : Allemagne, Autriche, Espagne, France, Grande-Bretagne, Grèce, Italie constituent « le Réseau des régions sans OGM ». L'initiative est suivie par des régions de 22 pays européens hors et dans l'Union[21].
  - France : plus de 1 000 communes sont recensées, ainsi que des départements : Landes, Ariège, Gers, des régions : Aquitaine, Limousin, Poitou-Charentes.
  - Italie : 80 % du territoire s’est déclaré sans OGM
  - Grèce : sur 54 préfectures, 40 se sont déclarées sans OGM
  - Autriche : presque toutes les provinces autonomes se sont déclarées sans OGM.
  - Belgique : 39 communautés de Flandre et 81 communautés wallonnes se sont déclarées sans OGM.
  - Slovénie
  - Grande-Bretagne, 22 autorités locales se sont déclarées sans OGM, dont la région des Highlands et le Pays de Galles.
- Mai 2004 : Première journée Anti-OGM[22]
- 27 novembre 2005 : l'initiative populaire « Pour des aliments produits sans manipulations génétiques », introduisant un moratoire de cinq ans (2006-2011) sur les OGM, est acceptée par le peuple suisse.
- Novembre 2005 : le réseau des Régions sans OGM comprenant maintenant 36 régions, se réunit à Rennes et s'accordent en une déclaration sur « quatre principes qui vont baliser leurs actions futures »[23] :
  - Le principe de coexistence décidé sur une base régionale et/ou locale
  - Le principe de précaution pour l'utilisation des OGM
  - Le principe de responsabilité juridique et pénale des opérateurs
  - Le principe de codéveloppement entre les producteurs
- Décembre 2005 : en France, 49 faucheurs volontaires sont relaxés après avoir saccagé un champ de culture OGM de la société Monsanto[24]. Ce jugement a été, par la suite, annulé en appel.
- Novembre 2006 : lancement d'un indice financier basé sur les non-OGM par le gérant de fonds suisse Diapason[25].
- Décembre 2007–février 2008 : à la suite du Grenelle de l'Environnement, et de la grève de la faim de « faucheurs volontaires »[réf. nécessaire], Nicolas Sarkozy demande « que la culture commerciale des OGM pesticides soit suspendue ». Une « clause de sauvegarde » est activée le 8 février 2008.
- Mars 2008 : La coopérative agricole Terrena révèle, à l'issue d'une consultation de ses adhérents, que pour 54 % d'entre eux, « les cultures OGM représentent un vrai danger » ; 61 % se prononcent pour le maintien d'un moratoire et 20 % « sont prêts à semer des cultures OGM... si la loi les y autorise »[26].

##### Contexte de défiance
Au cours des années 1990, plusieurs crises sanitaires (vache folle, sang contaminé) ont touché l'Europe. Pour Daniel Boy, du centre de recherches politiques de l'Institut d'études politiques de Paris, la proximité temporelle de ces crises, leur répétition et leur retentissement médiatique ont induit une méfiance d’une partie des consommateurs envers l'efficacité des systèmes publics de surveillance de la sécurité sanitaire. L'entrée des OGM sur le marché européen s'inscrit dans ce contexte de défiance. Dans le même temps, des institutions internationales essaient de donner corps à la notion de principe de précaution dont les critères et le champ d'application restent flous.
Parallèlement, une aspiration à des produits naturels a vu le jour, entraînant le développement de l'agriculture biologique, dont la part reste actuellement marginale dans la production agricole globale.

#### En France
Si, selon Greenpeace, la méfiance envers les OGM s'inscrit en parallèle de celle envers les organismes de surveillance de l'industrie agro-alimentaire,, le retard de 6 ans pris par le parlement français pour transposer la directive européenne de 2001 qui définit les règles de la dissémination volontaire des OGM et son adaptation rapide en deux décrets d'applications,expliquent une partie des tensions françaises[réf. nécessaire].
La fédération des associations de protection de la nature et de l'environnement estime que ces décrets ne transposent pas l'intégralité de la directive européenne, et plus particulièrement sur le droit du public à l'information, le principe de précaution et le principe de responsabilité. Les conditions d'engagement de la responsabilité des producteurs d'OGM et d'indemnisation des préjudices ne sont pas précisées. Lylian Le Goff, de la mission biotechnologies de France Nature Environnement, estime que l'adoption de ces décrets prive le parlement d'un débat démocratique sur des enjeux de société considérables et aura pour seul mérite de protéger la responsabilité des semenciers et non la santé et la liberté de choix alimentaire de nos concitoyens. Le projet de loi est à l'étude au parlement début 2008.

##### Acteurs en présence
En France, au sein de l'opposition aux OGM, on peut distinguer ceux qui sont globalement méfiants (demande de signalisation des produits), ceux qui sont franchement hostiles (préférant payer plus cher des aliments sans OGM) et les militants, engagés dans la lutte proprement dite. L'opposition aux OGM repose aussi pour certains sur le comportement de la société Monsanto. Marie-Monique Robin, journaliste lauréate du prix Albert-Londres 1995, dénonce dans un documentaire, les conflits d'intérêts qui président selon elle à l'élaboration des règlementations internationales.
La communauté agricole française est partagée au sujet des OGM. La Confédération paysanne se positionne contre l'usage des OGM mais la FNSEA, le syndicat agricole majoritaire, s’est prononcé en faveur des essais d’OGM en plein champ et de la culture commerciale des OGM « éprouvés » ou, dans le cas d'une interdiction de la culture commerciale des OGM, pour un moratoire sur l'importation des productions OGM pour éviter la concurrence inéquitable.
La majorité des opposants actifs aux OGM, les « militants », font partie des mouvements écologistes ou se regroupent dans la gauche contestataire (par exemple en France, ATTAC, Les Verts, Greenpeace…). La lutte anti-OGM est proche du courant altermondialiste.
Cependant, loin d'être limités à ce courant, les opposants aux OGM se retrouvent également au sein de la communauté scientifique ou de l'élite gastronomique française. Deux cents chefs cuisiniers et vignerons ont ainsi publié un appel au respect du « droit à choisir le contenu de son verre et de son assiette » dans le quotidien Le Monde le 13 mai 2008. Parmi les deux cents signataires, Olivier Roellinger, Michel Bras, les Frères Troisgros, Alain Passard, Marc Veyrat, Jean Michel Lorain et les domaines vinicoles Romanée-Conti, Château de Beaucastel, Château Baron Pichon-Longueville, Château Smith Haut Lafitte, etc.
Les scientifiques Gilles-Éric Séralini, professeur des universités en biologie moléculaire à Caen, Christian Vélot (chercheur à l'Institut de génétique et de biologie moléculaire et cellulaire) et Jean-Pierre Berlan (ancien directeur de recherche en économie l'INRA, membre d’ATTAC), rejoignent ce mouvement contestataire et estiment qu'il existe une marche forcée vers les OGM.
Certains opposants se prononcent pour un arrêt de toute culture OGM tandis que d'autres souhaitent qu'aucune culture ne soit faite à l'air libre (en « culture ouverte »), en raison du risque possible de dissémination, tout en admettant l'expérimentation en milieu confiné.
En 2012, les apiculteurs français protestent contre la contamination du miel, qui déboucherait sur un classement d'« impropre à la consommation » par la législation européenne. Ils obtiennent en janvier 2012 la prolongation de l'interdiction de la culture du maïs MON 810 de Monsanto,.

## Motivations et objectifs de la Lutte anti-OGM

### Motivations
Parmi les motifs de cette lutte, on peut distinguer (certains peuvent se croiser ou être revendiqués isolément) :
- les incertitudes scientifiques concernant l'impact des OGM sur la santé et l'environnement ;
- les problèmes de cohabitation entre cultures s'accroissant avec l'augmentation des surfaces cultivées en semences OGM ;
- le refus d'une agriculture dominée par les grands groupes de semenciers (motif économique et politique) ;
- le rejet des manipulations génétiques des plantes et des animaux dans leur ensemble (pour des motifs éthiques ou religieux) ;
- l'impossibilité de contrôler la dissémination à partir de plantation d'OGM en plein champ ;
- le désir de vivre dans un monde non manipulé par la technologie (optique anti-industrielle).

### Objectifs
Les partisans de la lutte anti-OGM défendent la possibilité de vivre dans un environnement sans OGM. Or depuis 1997, et pour ce qui concerne l'Europe, la directive relative à l'étiquetage des produits alimentaires vendus dans l'UE entérine le fait qu'une filière alimentaire sans OGM n'est pas réellement envisageable. Alors qu'en 1997 les moyens techniques permettaient de détecter des traces d'OGM inférieures à 0,1 % dans tout produit alimentaire, ce seuil technique n'a pas été retenu et cette directive considère qu'un produit est « sans OGM » même s'il en contient jusqu'à 0,9 %.
À partir de ce constat, les plus radicaux des opposants exigent l'abandon pur et simple de cette technologie et cherchent à contrer la pénétration des OGM dans la filière alimentaire en s'attaquant aux instituts de recherche et aux industriels. D'autres demandent aux pouvoirs publics de garantir leur liberté de consommer sans OGM via une règlementation très stricte et des contrôles efficaces. Ils demandent dans un premier temps une suspension des autorisations de cultures d'OGM pour permettre une évaluation sur le long terme des effets possibles des OGM sur la santé, mais aussi un examen poussé de la problématique de leur dissémination dans l'environnement.

### Points faisant l'objet de controverses
Le reproche fait aux OGM, d'atteinte à un état de nature devant être préservé, s’oppose au fait que l’ensemble des plantes cultivées dans le monde par l’homme n’existaient pas dans cet « état de nature » avant que l’Homme ne les « fabrique », à partir du début de l’agriculture, vers l’an -8000 : les mutations génétiques successives, qui rendaient les plantes plus productives ou moins sensibles aux parasites, ont été sélectionnées au cours du temps par les hommes, qui choisissaient de reproduire les plantes aux meilleurs rendements (graines plus grosses, pépins plus petits…). Selon Alain-Michel Boudet professeur de biologie végétale (UPS/CNRS), « les plantes hybrides, qui existent depuis longtemps, ne sont pas remises en question alors qu’elles sont obtenues par des mélanges de gènes beaucoup plus incertains quant à leurs agencements et à leurs conséquences »
Le fait que les OGM soient majoritairement brevetés (tout comme certaines variétés conventionnelles) est l'un des principaux arguments utilisés par les opposants aux OGM : en effet, l'usage de ceux-ci rendraient dépendants les millions d'agriculteurs (d'Afrique, d'Asie, d'Europe Orientale, et d'une partie de l'Amérique Latine et centrale) ne recourant pas à ce jour[Quand ?] aux firmes semencières. Cette modification du rapport de force entre semenciers et agriculteurs fragiliserait ces derniers. Ce ne sera pas le cas en France en ce qui concerne le maïs, puisqu’une majorité d'agriculteurs a recours aux semences commerciales du fait de l'hybridation des semences. Pour les semences des autres cultures le recours aux semences fermières est possible et fréquent, sans toutefois que cette pratique puisse être quantifiée.
Du point de vue de la santé humaine, deux hypothèses peuvent être posées, l'une s'appliquant aux cultures OGM résistantes aux insectes nuisibles (cas du maïs Bt), l'autre à celles résistantes aux herbicides totaux (cas du soja Roundup Ready) : à ce jour[Quand ?] aucune de ces hypothèses n'a fait l'objet de véritables tests scientifiques sous contrôle indépendant. Selon la première de ces hypothèses les gènes introduits dans la plante par le génie génétique ne sont pas sous le contrôle des gènes du développement qui modulent l'expression génétique en fonction des parties de la plante : il est donc possible que certaines parties de la plante génétiquement modifiée renferment des substances toxiques alors qu'elles n'en renferment pas dans les variétés "traditionnelles" issues d'une sélection portant uniquement sur la taille et le nombre des grains (et leur qualité nutritive). Selon la seconde hypothèse la résistance conférée à la plante génétiquement modifiée peut la rendre résistante de façon indistincte à de nombreux facteurs environnementaux, en particulier la rendre plus riche en composés récalcitrants tels que la lignine et donc plus difficile à digérer par le bétail voire l'Homme, d'où une valeur nutritionnelle amoindrie et des risques de carences alimentaires.
Du point de vue environnemental, un des principaux risques évoqués concerne les espèces inoffensives (entomofaune commensale des plantes cultivées) voire utiles (abeilles, pollinisateurs divers) pouvant être affectées en même temps que les nuisibles (organismes-cibles). Tel est le cas du maïs Bt. Un autre risque important est la dissémination du gène de résistance introduit dans la culture OGM. Cette dissémination peut se faire accidentellement via la production de pollen OGM qui peut "polluer" de proche en proche les variétés conventionnelles cultivées à proximité voire, comme au Mexique avec le maïs et la téosinte, les variétés sauvages d'où est originaire la plante cultivée. Le transfert horizontal de gènes faiblement (voire pas du tout) stabilisés dans le génome est également possible, via les bactéries du sol et leurs plasmides, comme cela s'est produit de nombreuses fois au cours de l'évolution et comme cela est d'ailleurs utilisé dans la technique-même d'introduction du transgène dans la plante génétiquement modifiée.

### Point de vue des pro-OGM
Pour de nombreux défenseurs de l’utilisation des OGM ceux-ci représentent des risques réels sur l'écosystème, mais ces risques sont contrôlables et sont correctement contrôlés par les autorités sanitaires. D’autres défenseurs considèrent que les risques représentés par les OGM sont compensés par les risques que les OGM permettent d’éviter (notamment la réduction de l’usage certains pesticides ou des apports supplémentaires en certains nutriments, évitant des carences).
Selon l'ISAAA, les agriculteurs qui utilisent les OGM le font notamment pour éviter d’utiliser des produits phytosanitaires. Ainsi, la réduction de l’usage des pesticides améliore la santé des agriculteurs et réduit leurs risques d'accidents du travail. Au niveau mondial, selon l’ISAAA, l’usage des OGM végétaux a permis de réduire l’usage d’insecticides et d’herbicides, ce qui a réduit de 15,3 % de l’impact environnemental de l’agriculture humaine dans les champs concernés.
Une grande partie de la communauté scientifique mondiale considère que les OGM actuels ne posent pas de problème sanitaire. Les chercheurs du Conseil international pour la science, qui regroupe les meilleurs scientifiques mondiaux dans de nombreux domaines, conclut que la consommation des OGM actuels est sans danger. Elle signale cependant que cela ne garantit rien pour les futurs OGM et qu'il est donc nécessaire de continuer à vérifier qu’ils sont sans danger pour les consommateurs avant d'être commercialisés.
L’Organisation mondiale de la santé, en se basant sur l'articulation des multiples études à leur sujet, écrit que « les OGM qui sont actuellement sur les marchés internationaux ont passé avec succès des évaluations du risque et il est improbable qu’il[s] présente[nt] un quelconque risque pour la santé humaine. De plus, on n’a jamais pu montrer que leur consommation par le grand public dans les pays où ils ont été homologués ait eu un quelconque effet sur la santé humaine. ».
Le cas du maïs Starlink, qui est parfois invoqué pour mettre en doute la fiabilité des procédures d'évaluation est considéré au contraire comme une illustration de leur crédibilité. L'autorité de régulation américaine (FDA) avait en effet parfaitement identifié un risque d’allergénicité et en conséquence pris la précaution de n'autoriser la commercialisation du Starlink que pour l'alimentation des animaux. Ces soupçons d'allergénicité n'ont jamais été ultérieurement confirmés et si le Starlink créa un scandale, ce n'est qu'après que la FDA eut décidé de revenir sur son autorisation parce que le fabricant Aventis se révélait incapable d'empêcher que son produit ne se retrouve dans certains aliments destinés aux humains, et ceci sans qu'aucun cas d'intoxication ne soit avéré.
Les défenseurs de l’utilisation d’OGM s’opposent donc aux points défendus par le mouvement anti-OGM. Selon eux, de réelles querelles scientifiques, qui opposent des points de vue différents et légitimes, « sont souvent transformées en polémiques d’apparence scientifique ».
En langue anglaise, le recours au vocable « lobby » pour évoquer le groupe de pression anti-OGM semble régulier. Ainsi, certains journalistes de culture anglo-saxonne utilisent l'expression « anti-GMO lobby » (groupe de pression anti-OGM). Le directeur de l'autorité sanitaire de l’Australie et de la Nouvelle-Zélande, Ian Lindenmayer, estime que le mouvement anti-OGM n'est qu'une campagne de désinformation basée sur la peur et non sur des arguments scientifiques.
Selon Alain-Michel Boudet professeur de biologie végétale (UPS/CNRS), « sur les aspects scientifiques et technologiques, et à propos des OGM, le problème réside dans le fait qu’il s’agit souvent d’une confrontation entre des gens qui ont des certitudes et des gens qui, comme souvent les scientifiques, parlent au nom d’une absence de certitudes. »
Commentant les sondages qui montrent le soutien qu'apporte l'opinion publique, dans certains pays, aux anti-OGM, John Beringer écrit : « justifier les actions anti-OGM en disant que personne ne veut d'OGM pourrait être acceptable si l’opinion publique avait été correctement informée par un débat, plutôt que soumise à un flux de propagande négative. Le concept que, si je vous pousse à croire quelque chose, alors vos croyances deviennent la vérité, n'est pas un concept valable. »
Cécile Philippe, présidente de l'Institut économique Molinari et auteur de C'est trop tard pour la terre, estime dans cet ouvrage que les « faucheurs volontaires » sont « dangereux », car ils « menacent le progrès de la science au nom d’une vision conservatrice de l’agriculture. » Pour d'autres encore, le comportement des faucheurs s'apparenterait au mouvement luddiste, constitué d'ouvriers qui détruisirent des métiers à tisser dans l'Angleterre de la révolution industrielle, par crainte que ces derniers ne bouleversent leur mode de vie. L'association Liberté chérie parle de groupuscules d'« inspiration anticapitaliste et néo-luddite ». Claude Allègre a pris publiquement position dans le débat en écrivant que la lutte anti-OGM est une « religion » avec ses « dogmes » et que « la répulsion de certains contre les OGM touche au fanatisme ».

## Typologie des actions menées

### Mouvement actif en France comme dans d'autres pays
Au niveau international, la lutte anti-OGM est animée par le réseau international d'organisations paysannes de La Via Campesina. Présente dans une soixantaine de pays, elle s'est fixé pour objectif la défense de la souveraineté alimentaire, le respect des petits et moyens agriculteurs, la défense de la biodiversité et la lutte contre les OGM. Par exemple, en Afrique du Sud, une Alliance sud-africaine pour un moratoire sur le génie génétique se bat depuis 2002 contre l'usage des OGM en Afrique du Sud.
Greenpeace, a inscrit « la prévention de la dissémination des organismes génétiquement modifiés (OGM) dans la nature », parmi ses campagnes d'actions.
Au Japon, une campagne intitulée « No! GMO campaign » lancée en 1998 par Kamibayashi Hiroko, une journaliste indépendante spécialisée en environnement, réclame « du gouvernement la création d’un label pour les produits sans OGM et pour les variétés locales et traditionnelles, ce pour les différencier des graines imposées par les multinationales de l’agro-alimentaire. » En quelques années, ce mouvement citoyen obtient un étiquetage systématique de la présence d'OGM pour trente produits différents dont le soja et le maïs. L'objectif du mouvement reste l'interdiction complète des OGM au Japon.
Manifestations, pétitions, opérations médiatiques, opérations d'organisations de consommateurs se retrouvent dans plusieurs pays d'Europe, d'Asie et d'Amérique du Sud. Il semble que la lutte n'aie pris une tournure illégale qu'en France[réf. nécessaire].
Cependant, on retrouve certains types de manifestations violentes en Europe et sur les autres continents (en Amérique du Sud, en Inde, etc.)[réf. nécessaire]

### Actions légales
Cette forme de lutte consiste essentiellement à regrouper tous les moyens offerts par la loi pour s'opposer légalement aux OGM.
La lutte légale peut aussi se manifester par des pressions populaires, typiquement par le recours à des manifestations et à des pétitions, visant à obtenir du gouvernement des changements de règlementation, ou bien par des actions plus locales (information sur les marchés de fruits et légumes, par exemple). Cette lutte passe aussi par des actions de lobbying et d’occupation des espaces médiatiques. Des études sont ainsi financées pour établir les dangers et l’éventuelle nocivité des OGM.

### Scandales et polémiques

#### Affaire du MON 863
Une étude du Comité de recherche et d'information indépendantes sur le génie génétique (CRIIGEN) concernant un maïs génétiquement modifié, le MON 863, financée partiellement par Greenpeace, et reprise par Canal+ dans un documentaire dédié aux OGM, contredit les études des semenciers en déclarant avoir constaté une toxicité avérée du MON 863 sur l'organisme des rats (notamment sur le fonctionnement de leur rein et foie). Le dossier interne de Monsanto concernant le MON 863 est rendu public par cette société à la suite des pressions de Greenpeace. Par la suite, l’Autorité européenne de sécurité des aliments (EFSA en anglais), reprenant l’étude du CRIIGEN, déclare y trouver de « graves erreurs méthodologiques » et confirme les résultats de sa propre étude : le maïs MON 863 ne semble pas présenter de risque pour la santé humaine. Le CRIIGEN (organisme de veille sur les OGM, mené par Corinne Lepage) répond à l’Autorité européenne de sécurité des aliments en déclarant confirmer la toxicité du MON 863 pour les rats. La différence de conclusion entre les études du CRIIGEN et de l'EFSA porte sur le traitement statistique des données biologiques de cohortes de rats nourris avec du maïs traditionnel ou du MON 863.

#### Affaire du BT11
En novembre 2007, plusieurs associations anti-OGM ont découvert à Hédé, au nord de Rennes, un champ de maïs BT11, variété interdite à la culture en France. Une plainte a été déposée, visant à identifier les responsabilités des opérateurs économiques ayant fourni ces semences, « des personnes ayant cultivé le maïs OGM, si elles avaient connaissance de sa nature et de son interdiction » et aussi de l'État, en l'engageant à faire respecter la loi,.

### Actions illégales

Logo des « faucheurs volontaires »

Parallèlement aux actions légales, des militants anti-OGM mènent – en France – une lutte consistant majoritairement en des destructions de sites de plantation, appelés « fauchages » ou « arrachages » par ces militants. D'après ces militants, il s'agit d'actes de « désobéissance civile » pour protester contre ce qu'ils estiment être le non-respect du principe de précaution par l'État, ainsi que la non-protection de l'intérêt général, au nom de considérations politiques et économiques. Ces actions condamnables pénalement portent atteinte aux biens des agriculteurs et des centres de recherche qui en sont la cible. L’organisation fortement médiatisée de « fauchages » vise à accroître la visibilité de cette lutte, et à alerter l'opinion publique sur la controverse des OGM.
Le recours aux « fauchages » ne fait pas l'unanimité au sein des militants anti-OGM :
- du point de vue des partisans des « fauchages », ces actions facilitent la lutte anti-OGM en augmentant sa visibilité médiatique ; les procès des « faucheurs » permettent de montrer des manifestations d'individus les soutenant[84] ;
- Les militants défavorables aux fauchages pensent que ces derniers compromettent la lutte anti-OGM, notamment par les lourdes peines de prison et les amendes subies.

#### Opérations d'«arrachage» en France
La figure emblématique et controversée du mouvement anti-OGM en France et en Europe est José Bové. Ce dernier est également une figure tutélaire des « fauchages volontaires de cultures OGM » et a été condamné à 4 mois de prison ferme lors du procès de Toulouse pour avoir détruit des plants de riz transgénique d'une serre du CIRAD et occasionné quelques dégradations sur les installations. Il prône un principe d'action médiatisée, réunissant notamment des collectifs de faucheurs volontaires, des paysans de Via campesina et de la Confédération paysanne française, pour arracher au nom de la lutte anti-OGM des plantations d'OGM autorisées par le gouvernement, devant la presse.
La politique de destruction des parcelles de cultures d’OGM s’est poursuivie, conduisant durant l’été 2004 à un durcissement des positions :
- intensification des campagnes de « désobéissance civile » d'arrachage de plants OGM ;
- politique gouvernementale de protection des sujets d'études se traduisant par des interventions policières lors des arrachages de plants.

## Conséquences et résultats de la lutte anti-OGM
Les actions anti-OGM n’empêchent pas la forte augmentation des surfaces cultivées en OGM au niveau mondial qui, par exemple, ont doublé en cinq ans, entre 2002 et 2007. Dans les zones où les actions anti-OGM sont les plus importantes, la culture d'OGM est en stabilisation, ou en régression (Europe en général, hors cas de l’Espagne).

### Conséquences générales

#### Au niveau local en France
En France, des collectivités locales ont pris des arrêtés interdisant la culture d'OGM sur leurs circonscriptions. C'est le cas de la majorité des régions françaises (16 sur 22). Au niveau européen, ce sont 164 régions (principalement autrichiennes, grecques, britanniques et belges) qui se sont déclarés zones sans OGM. Des départements (France) ou des communes (France, Allemagne) ont également pris des mesures. En France, ces arrêtés ont fait l'objet de recours de la part des préfets devant les tribunaux administratifs et ont été annulés.
La jurisprudence est désormais qu’« un maire ne peut utiliser ses pouvoirs de police générale pour interdire la mise en culture en plein champ de semences d'OGM dont la mise sur le marché a été autorisée, qu'en cas de péril imminent ou de circonstances locales particulières. »

#### Au niveau national français et au niveau européen
Selon le réalisateur Jean Druon, l'ébauche de contrôle citoyen sur l'usage des OGM incite certains membres de la « technoscience » à brider ou contrôler le débat sur l'énergie nucléaire et surtout celui sur les nanotechnologies. Il développe cette thèse, soutenue par l'intervention de nombreux scientifiques et philosophes dans son film Alerte à Babylone, réalisé en 2005.
Parallèlement, le concept de « lanceur d'alerte » est apparu en France. Défini comme « un chercheur ayant dû agir le plus souvent contre l’avis de son institution, [ou bien comme] un salarié ayant révélé des manquements graves de son entreprise, [ou enfin comme] un groupe de citoyens ayant alerté les institutions sur des problèmes de santé. » par la Fondation Sciences citoyennes, il souligne l'importance de leur protection juridique. Celle-ci est en effet nécessaire pour des chercheurs dévoilent les possibles risques liés aux OGM. En 2007, le collectif Alliance pour la planète a ainsi proposé d'instaurer une protection légale des lanceurs d'alerte lors du Grenelle de l'environnement. Cette proposition a été reprise dans le rapport de la mission Corinne Lepage, chargée de la traduction juridique des orientations prévues par le Grenelle de l'environnement en matière de gouvernance écologique.
La lutte anti-OGM et la destruction de parcelles dans les centres de recherche nuit au secteur des biotechnologies, et constitue un handicap dans le développement de nouvelles semences et le dépôt de brevets par les équipes scientifiques ; c'est le cas en France. La presse évoque le risque que les chercheurs français et européens émigrent vers d'autres pays.